# مارسيانو توريس روبليدو
مارسيانو توريس روبليدو هو سياسي مكسيكي، ولد في 8 مارس 1959 في ميتشواكان في المكسيك. نشط حزبياً في حزب الثورة الديمقراطية. وقد انتخب عضو مجلس النواب المكسيك ‏.